# Leopold Joubert
Léopold Louis Joubert of Ludovic Joubert (Saint-Herblon, 22 februari 1842   - Moba, 27 mei 1927) was een Franse Zouaaf, koloniaal ontdekkingsreiziger en lekenzendeling. Hij vocht voor de kerkelijke staat tussen 1860 en 1870 tijdens de Italiaanse eenwording, waartegen hij zich verzette. Later assisteerde hij de witte paters-missionarissen in Afrika en speelde hij een belangrijke rol in de onderdrukking van de slavenhandel tussen 1885 en 1892 in de Onafhankelijke Congostaat. Joubert trouwde op 13 februari 1888 met Agnes Atakaye en vestigde zich aan de oever van het Tanganyikameer, waar hij tot zijn overlijden woonde.  Ze zouden tien kinderen krijgen. Twee stierven jong en één werd priester.

## Vroege jaren
Léopold Louis Joubert  ging naar school in Ancenis (1854-1858) daarna in Combrée (1858-1860). Hijverliet de school in 1860 om lid te worden van het Frans-Belgische korps in het leger dat paus Pius IX oprichtte om de pauselijke staten te verdedigen. Deze soldaten werden later pauselijke Zoeaven genoemd.
Op 18 september 1860 vocht Joubert in de Slag bij Castelfidardo, waar hij gewond raakte en gevangen werd genomen. Hij keerde terug naar Frankrijk om na zijn herstel in juni 1861 weer naar Rome te gaan, waar hij in 1862 werd benoemd tot sergeant. Hij bleef in Rome als lid van de Zoeaven nadat Napoleon III de Franse troepen in december 1866 uit Italië had teruggetrokken. Op 30 december 1866 werd hij luitenant en kapitein op 14 december 1867, op vijfentwintigjarige leeftijd.  Op 29 september 1870 beval hij de verdedigers van de Porta Salaria tijdens de mislukte verdediging van Rome tegen het leger van het nieuwe Koninkrijk Italië.
Tijdens de Frans-Pruisische Oorlog organiseerde generaal Athanase Charette de Franse Zoeaven als een korps van "Vrijwilligers van het Westen".  Joubert diende als kapitein in dit korps maar weigerde een aanbod van een permanente commissie als kapitein in het Franse leger, om in dienst te blijven van de paus.  Na de oorlog eindigde in 1871 keerde hij terug naar La Sébilière in Mésanger, waar hij tot 1879 als boer werkte. In 1879 werd hij secretaris van generaal Charette en tutor voor zijn zoon. De generaal was een voorstander van de Bourbon-monarchie en ook een gepassioneerde pleitbezorger voor de tijdelijke soevereiniteit van de paus.

## Eerste Afrikaanse expeditie

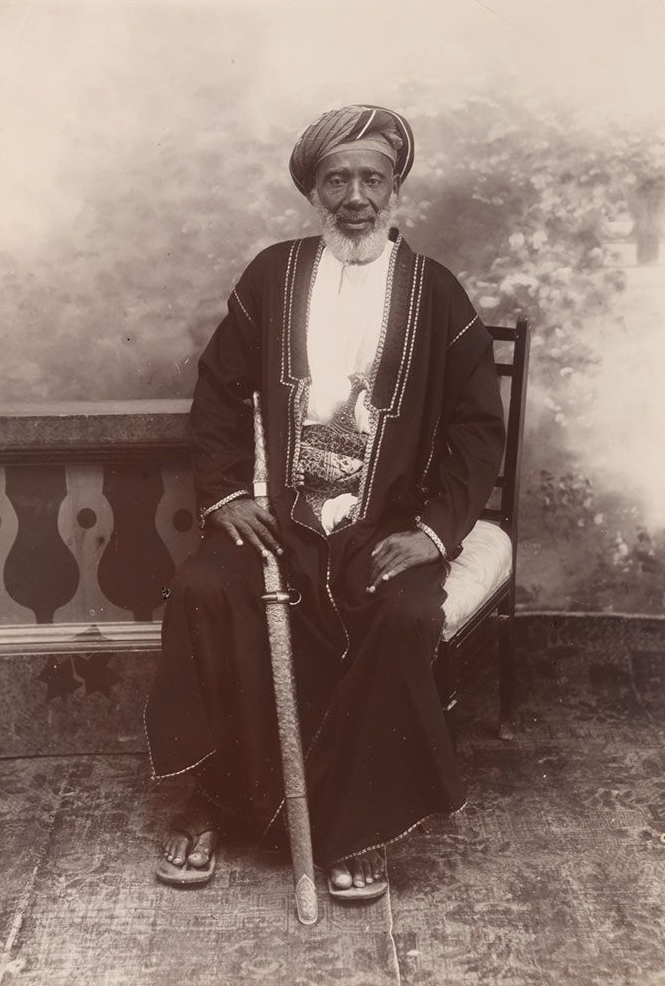
Tippu Tip, een krachtige slavenhouder die de zendelingen aanzienlijke problemen bezorgde en later gouverneur van Opper-Congo werd.

Op 15 januari 1880 verliet Joubert Marseille naar Algiers, waar hij zichzelf aanbood om te werken voor een gewapende hulporganisatie ter bescherming van de zendelingen die door de aartsbisschop Charles Lavigerie als Witte Paters werden uitgezonden. De missionaire karavanen werden bedreigd door gewapende slavenhandelaren in het gebied van de Grote Meren in Oost-Afrika. Op 8 november 1880 verliet Joubert Algiers met de derde karavaan waarbij hij het bevel voerde over zes Zoeaves. De karavaan arriveerde op 3 december 1880 in Bagamoyo, tegenover Zanzibar. Na veel vertragingen en moeilijkheden bereikte ze Tabora in wat nu Tanzania is in december 1881.
Joubert ging verder naar Ujiji aan het Tanganyikameer, dat hij op 7 februari 1882 bereikte. Hij hielp de missie in Mulwewa aan de westoever van het meer te versterken en de lokale Afrikaanse verdedigers op te leiden. Hij hielp ook bij het vinden van missies aan de noord- en zuidkant van het meer en was verantwoordelijk voor de bouw van de versterkte missie van Lavigerieville (Kibanga). Later verlieten de zendelingen drie van de nieuwe stations vanwege aanvallen van de machtige slavenhandelaren Tippo Tip en Rumaliza .
Door een aanval van een spuugcobra werd Joubert tijdelijk blind.  Hij moest in mei 1885 terugkeren naar Frankrijk voor behandeling.

## Concept van het christelijke koninkrijk
Kardinaal Lavigerie was enthousiast over het idee om een centrale christelijke staat op te richten die het binnenland van Afrika zou kunnen domineren en de invloed van vrijmetselaars, socialisten, protestanten en moslims zou afweren. Op een gegeven moment werd het koninkrijk Boeganda als geschikt beschouwd. Dit idee werd opgegeven, net als een plan om het koninkrijk Lunda als basis te gebruiken.
In 1885 vestigde de Koloniale Conferentie van Berlijn de Europese koloniale belangen in Afrika. Het gebied dat nu bekend is als Rwanda, Burundi en Tanzania werden Duits-Oost-Afrika. Het Belgische station van Mpala, dat in 1883 werd gesticht door Emile Storms aan de westkust van het Tanganyikameer, was militair geïsoleerd nu de stations van Karema en Tabora op Duits grondgebied lagen. Koning Leopold II van België besloot zijn inspanningen te concentreren op de Congorivier en bood Mpala en Karema aan kardinaal Lavigerie aan voor missies van de Witte Paters.  Lavigerie accepteerde het aanbod, denkend dat Mpala de basis zou kunnen zijn voor zijn christelijke staat, en dat als er geen geschikte Afrikaanse leider kon worden gevonden "het niet onmogelijk zou zijn voor een dappere en christelijke Europeaan om deze verantwoordelijkheid te vervullen."

## Terugkeer naar Afrika

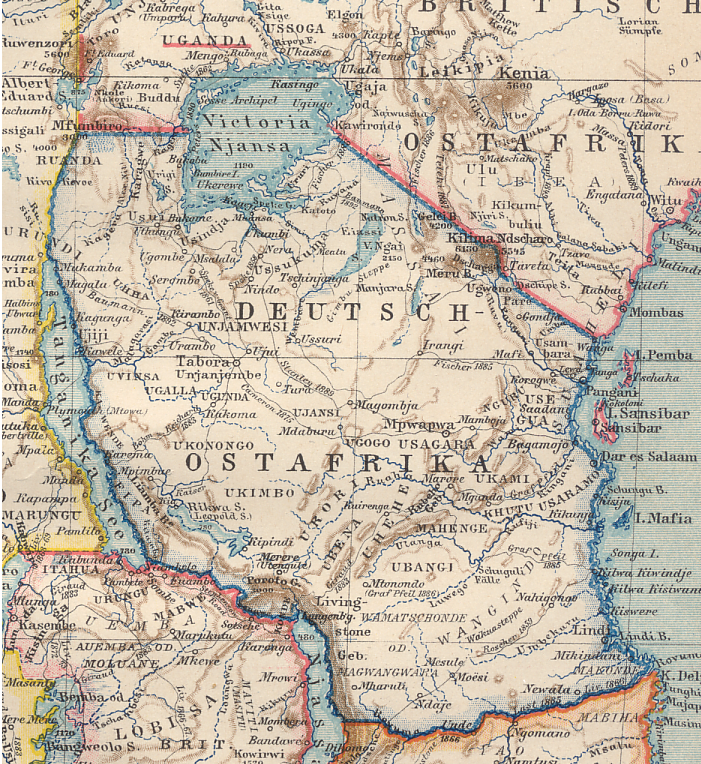
Duits-Oost-Afrika, 1894. Lake Tanganyika vormt de westelijke grens. Marungu en Mpala liggen in het westen van het zuidelijke deel van het Tanganyikameer.

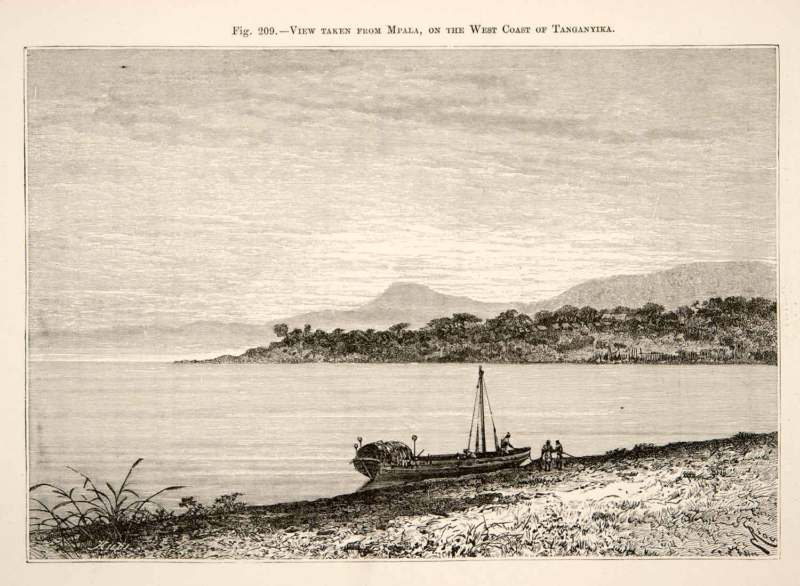
Tanganyikameer in Mpala in 1892

Later in 1885 bood Joubert opnieuw zijn diensten aan Lavigerie aan en dit werd aanvaard in een brief van 20 februari 1886. Joubert bereikte op 14 juni 1886 Zanzibar en bereikte op 22 november 1886 de missie in Karema. Hij bleef daar enkele maanden op verzoek van de apostolisch vicaris, Jean-Baptiste-Frézal Charbonnier, om de missie te beschermen tegen aanvallen van slaven. Hij stak het meer over en bereikte Mpala op 20 maart 1887. Charbonnier had hem volledig gezag gegeven als civiele en militaire heerser van de regio Mpala. Lavigerie zei later dat Joubert koning van Marungu had kunnen worden als hij had gewild.
Joubert ontdekte dat de priesters al een politiemacht van lokale krijgers hadden georganiseerd in Mpala. Onmiddellijk na aankomst werd Joubert in de strijd geworpen met dealers in slaven en ivoor. Hij hield zich bezig met schermutselingen in maart en opnieuw in augustus, waar zijn kleine groep van dertig soldaten gewapend met geweren bijna versloeg. Joubert moest opnieuw tussenkomen in november 1887 en versloeg in 1888 een troepenmacht van 80 slavendrijvers, maar zijn troepenaantal was te klein om voortdurende aanvallen te voorkomen. Later creëerde Joubert een sterke en effectieve militaire kracht van driehonderd jagers van Emile Storms. De voortdurende gevechten baarden sommige van de zendelingen zorgen, met name pater François Coulbois, die bezorgd waren dat de slavenhouders zouden besluiten de missie zelf aan te vallen.
Toen vicaris Charbonnier stierf op 16 maart 1888 werd Coulbois pro-vicaris van Opper-Congo. Hij erkende niet dat Joubert burgerlijk gezag had en legde strikte beperkingen op aan zijn acties. Beide mannen verzochten kardinaal Lavigerie om steun. Als reactie zei Lavigerie dat de zendelingen geen betrokkenheid bij militaire zaken mogen hebben en de militaire leider op een afstand van de missie moet wonen om te voorkomen dat hij met de missie wordt geïdentificeerd. De nieuwe apostolisch vicaris, bisschop Léonce Bridoux, arriveerde in januari 1889. Hij bevestigde dat Joubert zowel civiel als militair leider was maar zei dat militaire operaties puur defensief moesten zijn.
Joubert verhuisde naar St. Louis de Murumbi, op enige afstand. Dit was een versterkt dorp dat hij bouwde vlak bij de Mrumbi-berg, een dag lopen vanaf Mpala. Zijn omvangrijke correspondentie met zijn broer in Frankrijk en met generaal de Charette dateert vaak uit dit dorp.

## Isolatie

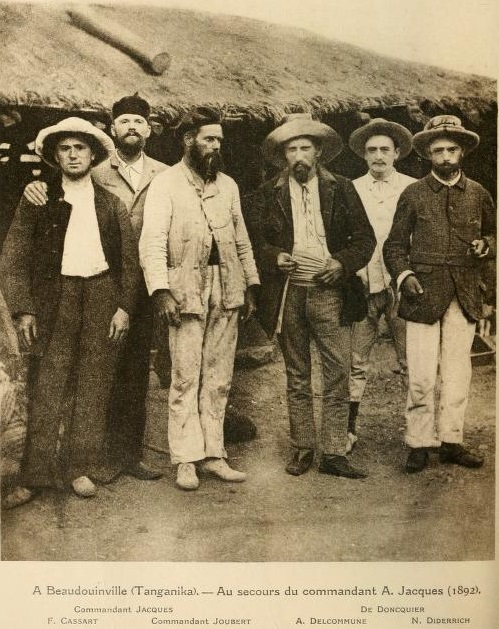
Expeditieleden AIA in Boudewijnstad in 1892 onder leiding van Jules Jacques de Dixmude.

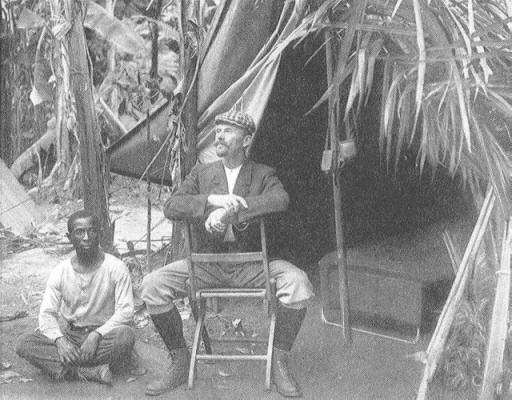
Jules Jacques in Congo in 1903

In januari 1889 werd de missie van de buitenwereld afgesneden door de Abushiri-opstand tegen de Duitsers in Bagamoyo en Dar es Salaam. Joubert zou drie jaar lang geen post ontvangen. De missie leed aan herhaalde en dodelijke invallen. Rond eind mei 1890, terwijl Joubert afwezig was, bereidde een groep Arabieren zich voor om de Lukuga-rivier over te steken ongeveer 100 km ten noorden van Mpala. Er vonden wat schermutselingen plaats tussen de Arabieren en de Afrikaanse strijdkrachten van de missie voordat Joubert de scène kon bereiken. De Arabieren probeerden met de zendelingen te onderhandelen en zeiden dat ze de missie niet zouden schaden als de priesters Joubert zouden verlaten. Bridoux weigerde. Het leek erop dat er serieuze gevechten zouden uitbreken, toen een storm opkwam die een deel van de Arabische vloot verwoestte en hen dwong zich terug te trekken. Arabisch krijgsheer Rumaliza bleef vastbesloten om Joubert te elimineren, die de slavenhandel verstoorde. Tegen 1891 hadden de slavenhouders controle over de gehele westelijke oever van het meer, afgezien van het gebied dat werd verdedigd door Joubert rond Mpala en St. Louis de Mrumbi. Joubert riep de hulp in van Europa.
De status van Joubert was dubbelzinnig. De Belgen, vertegenwoordig door Henry Morton Stanley, sloten op 24 februari 1887 in Zanzibar een akkoord met Tippu Tip waarbij hij werd aangesteld als gouverneur van Stanley Falls. Joubert weigerde het gezag van de slavenhouders te erkennen. Tijdens een pauze in januari 1891 bezocht hij broeder I. Moinet in Ujiji. Daar zag hij Rumaliza die een Duitse vlag voerde en zei dat hij wachtte tot de Duitsers arriveerden zodat hij ze aan hen kon overhandigen. In een brief aan Joubert in april 1891 vroeg Rumaliza of hij in dienst was van de zendelingen of van de regering van Congo. Joubert was ontwijkend in zijn antwoord en wees erop dat Rumaliza soms de Duitse vlag vloog, soms de vlag van Zanzibar en soms die van Groot-Brittannië.
Een Belgische hulpexpeditie werd georganiseerd. Het werd geleid door kapitein Jules Jacques en drie andere Europeanen en bereikte Zanzibar in juni 1891, Karema op 16 oktober 1891 en Mpala op 30 oktober 1891.  Toen de expeditie van Jacques arriveerde, was het garnizoen van Joubert terug te voeren op ongeveer tweehonderd man, gewapend met "een zeer divers assortiment chassepots, remingtons en snuitladers, zonder geschikte cartridges." Hij had nauwelijks medicijnen.
Kapitein Jacques gaf kapitein Joubert papieren die hem een burger en officier van de Congolese strijdkrachten maakten. Jacques vroeg Joubert om in het defensief te blijven terwijl hij naar het noorden trok, waarbij hij de vesting van Albertstad stichtte en probeerde de slavernij te onderdrukken. Sporadische gevechten met de Arabieren gingen door in 1892. Het gevaar van slaven werd pas definitief weggenomen door de expeditie van Francis Dhanis tijdens de Belgo-Arabische oorlog. De Europese pers was kritisch over deze acties, beschreven door Le Soir in juli 1892 als de "militaire avonturen van kardinaal Lavigerie".

## Latere carrière

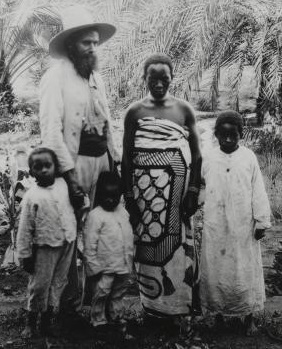
Gezinsfoto Leopold Louis Joubert (1842-1927)

Halverwege de jaren 1890 werden de agenten van de Onafhankelijke Congostaat opgedragen het christelijke koninkrijk ten westen van het Tanganyikameer te assimileren. De voormalige "koning" Joubert werd verwijderd uit elke belangrijke autoriteit. Marungu viel enige tijd in wetteloosheid.  De Belgische staat decoreerde Joubert in 1896. In 1898 muitte de Force Publique van Congo en enige tijd werd het gebied rond het Tanganyikameer bedreigd door rebellen. Hierna werd de regio vredig. Zowel de koning van België als de paus ridderden later Joubert.
Nadat hij de wapens had neergelegd, werd Joubert catechist, leraar en medisch medewerker. Hij leefde in St. Louis de Murumbi tot 1910, toen het werd verlaten vanwege slaapziekte. Vervolgens stichtte hij de missie van Sint-Marie van Moba, in Misembe aan de westelijke oever van het meer ten zuiden van Mpala. In zijn laatste jaren werd Joubert zowel blind als doof. Hij stierf op 27 mei 1927 op 85-jarige leeftijd na 46 jaar aan de oevers van het Tanganyikameer te hebben gewoond. Joubert werd begraven in de kathedraal van Boudewijnstad. In 1933 gaf een commissie in Brussel de beeldhouwer Jules Jourdain de opdracht om op basis van foto's een medaillon van Joubert te maken. Dit siert het rustieke gedenkteken dat de Witte Paters ter nagedachtenis van hem plaatse op een hoogte met uitzicht op het meer bij Boudewijnstad.